# Бодопая
Бодопая (бірм. ဘိုးတော်ဘုရား; 11 березня 1745 — 5 червня 1819) — 6-й хсінб'юм'яшин (володар) Бірми з династії Конбаун. Володарював у 1782—1819 роках. Об'єднав усі держави на території Бірми, сприяв культурному та релігійному відродженню, перетворивши державу на центр буддизму в південній Азії. Вступив у приховане протистояння з Британською Ост-Індською компанією.

## Життєпис
Четвертий син Алуанпаї, засновника династії. Народився 1754 року в Шуебо, отримавши ім'я Маун Шве Вайн. В подальшому змінив ім'я на бадон Мін. 1782 року повалив свого небожа Фаунказа Маун Мауна, що правив лише 6 днів.
1783 року переніс столицю з Ави до Амарапури, яку Бодопая наказав звести в центрі своїх володінь, разом з тим зміцнив зверхність над шанськими князівствами.
У 1784 році приєднав державу М'яу-У, яку підкорив його син Тхадо Мінсо. Усі скарби разом з полоненим володарем Магатхаммадою було вивезено до Амарапури, також 20 тис. полонених для роботи на будівництвах, знать поваленої держави. Після цього багато араканців, рятуючись від асиміляторської політики Бодопаї, стали тікати на малонаселену територію прикордонних районів Бенгалії, яку нещодавно захопила Британська Ост-Індська компанія. Біженці стали використовувати британську територію як базу для вторгнень і грабіжницьких набігів на Аракан, піднімаючи його населення на повстання проти влади Бодопаї. Останній наполегливо вимагав від Джона Шора, генерал-губернатора Ост-Індійської компанії в Бенгалії, видачі ватажків заколоту. Цю зацікавленість бірманського володаря у вирішенні араканського питання британська сторона стала використовувати як фактор тиску. До бірманського двору від Британської Ост-Індської компанії було відіслано декілька посольств. Результатом роботи місії Майкла Саймса в 1795 році стала угода про прийняття в Рангуні британського резидента для спостереження за британською торгівлею, втім урегулювати араканське питання, яке перетворилося на значну прикордонну проблему, не вдалося.
1785 року Бодопая почав кампанію проти Сіаму (відома як війна дев'яти армій). Спочатку бірманці зайняли місто Пхітсанулок, зайнявши північні області. Втім захопити центральні провінції з містом Канчанабурі не вдалося. Також невдалими стали атаки на острів Пхукет і Тхаланг на морському узбережжі. У 1786 році знову відправив військо проти Сіаму, але воно зазнало поразки в битві при Та Дін Дангу.
У 1790 році започаткував будівництво величезної ступи в м. Мінгун. Планувалося, що вона буде найвищою у світі (150 м). Будівництво тривало до 1813 року, але так не було завершено (за різними відомостями Бодопаї повідомили, що як тільки ступу було завершено, він помре; за іншою версією — через нестачу коштів). Одночасно зі спорудженням ступи був відлитий величезний дзвін. Бодопая проголосив себе наступним Буддою або Майтреєю (Аріміттією), але його вимога була твердо відхилена ченцями.
1791 року за підтримки Сіаму повстав губернатор Тавою. Боротьба тривала до 1793 року, коли Сіам визнав владу Бодопаї над Тенассерімом. 1794 року було придушено повстання в Аракані. У 1798 році один з впливових араканських феодалів — Нга Тан Де — втік до Бенгалії з численними прихильниками, і звідти почав здійснювати нові набіги на Аракан. Бірманські війська під командуванням Маха Бандули підійшли до прикордонної смуги, погрожуючи перейти на територію Бенгалії і полонити Нга Тан Де там. У 1802 році Майкл Саймс був знову направлений до Бірми і зумів ненадовго зменшити напруженість в англо-бірманських відносинах.
1809 року відправив нове військо на підкорення Сіаму, але знову зазнав поразки. У 1811 році Чінб'ян — син Нга Тан Де — зібрав на британській території значне військо, перейшов кордон і штурмом захопив араканську столицю М'яу-У. Проголосивши себе незалежним правителем, він звернувся за допомогою до Ост-Індської компанії. Бірманські війська зуміли вибити Чінб'яна з Аракана, але до своєї смерті в 1815 році він боровся проти влади Бірми, за допомогою англійців здійснюючи регулярні рейди на її територію.
1816 року відправив 16-тисячне військо на допомогу Бадан Чандра Борфукану, губернатору Ґувахаті в Ассамі, що боровся проти Пурнананда Бурхагохаїна, першого міністра Ахому. У січні 1817 року бірманська армія вторглася до цієї держави, завдавши поразки у битв ібіля Гіладхарі. Після цього аховський правитель Судінгфаа призначив Борфукана першим міністром й видав заміж за Бодопаю свою доньку. Завдяки цьому збільшився вплив Бірми на Ахом. Втім 1818 року Борфукана було вбито, а Судінгфаа повалено. У лютому 1819 року бірманське військо повалило Пурандар Сінгха, відновивши на троні Ахому Судінгфаа. Того ж року Бодопая помер в Амарапурі. Йому спадкував онук Баджідо.

## Культурна політика
Був шанувальником мистецтва, поезії та літератури, протегував художникам і літераторам. Своїми декретами він упорядкував мистецтва та вистави, надаючи переваги талантам і впроваджуючи жорстку цензуру. Бодопая дозволив виключно класичні п'єси, заборонивши сучасні та новостворені.
Зміст пісень мав стосуватися природи і буддійської філософії. Актори повинні бути душевно здоровими і не являти каліцтва, твори — суворо слідувати музичним і поетичним канонам, не ображати державу й володаря, буддизм. За порушення встановлювалися покарання — відрубування руки або язика.

## Родина
Мав величезний гарем, що складався з 207 дружин та наложниць, які були родичками або представницями підкорених держав. Головну дружину звали Мін лун Ме. Загалом мав 62 сина і 58 доньок.